# Gerhard Hennige
Gerhard Hennige (* 23. September 1940 in Karlsruhe) ist ein ehemaliger deutscher Leichtathlet und Olympiamedaillengewinner, der für die Bundesrepublik startete und von 1966 bis 1971 zu den weltbesten 400-Meter-Hürdenläufern gehörte.
Bei den Olympischen Spielen 1968 in Mexiko-Stadt gewann er zwei Medaillen für die Bundesrepublik: In seiner Spezialdisziplin wurde er Zweiter in 49,0 s und mit der 4-mal-400-Meter-Staffel wurde er Dritter (zusammen mit Helmar Müller, Manfred Kinder und Martin Jellinghaus/Gerhard Hennige als zweiter Läufer).
Dafür wurde er am 27. November 1968 mit dem Silbernen Lorbeerblatt ausgezeichnet.
Auch bei den Leichtathletik-Europameisterschaften 1969 gewann er mit der Staffel der Bundesrepublik die Bronzemedaille (zusammen mit Horst-Rüdiger Schlöske, Ingo Röper und Martin Jellinghaus/Gerhard Hennige als dritter Läufer).
Deutscher Meister über die 400 Meter Hürden wurde Hennige nie, allerdings viermal hintereinander Vizemeister (1967, 1968, 1969 und 1970). Dafür erlangte er dreimal den Meistertitel mit der 4-mal-400-Meter-Staffel (1967, 1968 und 1969).
Aufgewachsen ist Hennige in Aulendorf in Baden-Württemberg, wo er 1959 bei der SG Aulendorf mit der Leichtathletik begann (erster Wettkampf: Sieger im Hochsprung mit 1,78 m). Von 1960 bis 1963 Dienst bei der Bundesmarine. Mitglied bei der FTB Flensburg bis Ende 1963. Danach startete er dann für den Karlsruher SC, danach ab 1965 für den ASV Köln, dann für Bayer 04 Leverkusen und ab 1969 für den ASC Darmstadt. Bei einer Körpergröße von 1,89 m betrug sein Wettkampfgewicht 82 kg.
Bis 2004 war der Diplom-Sportlehrer als hauptamtliche Lehrkraft am Hochschulsportzentrum der Technischen Universität Darmstadt tätig. Anfang der 80er Jahre war er zeitweise Trainer der indonesischen Nationalmannschaft, Trainer von Langsprintern und Hürdenläufern aus Bahrain, Trainer der dänischen Langsprinter und Hürdenläufer.
Ende der 1990er war Hennige erster Konditionstrainer von Michael Schumacher sowie von Ralf Schumacher und auch von Formel-2-Fahrern, wie Sascha Bert. Seit 2004 ist Hennige im Ruhestand.